# مارغريت أنجو
الملكة مارجريت (1430 - 1482) هي أميرة فرنسية وملكة على إنكلترا وقد تزوجها الملك الإنجليزي والفرنسي هنري السادس وأنجبت له أمير ويلز هنري وقد انتزع عنه العرش إدوارد الرابع من أسرة يورك واندلعت حرب الوردتين الأهلية التي أستمرت 30 عاما.

## النشأة والزواج
ولدت مارجريت في 23 مارس 1430 في بونت-إيه-موسون في لورين. كانت مارجريت الابنة الثانية لرينيه ملك نابولي وإيزابيلا دوقة لورين. لديها خمسة إخوة وأربع شقيقات بالإضافة إلى ثلاثة أشقاء من علاقة والدها بالعشيقات. كان والدها المعروف باسم «الملك الصالح رينيه» دوق أنجو والملك الفخري لنابولي وصقلية والقدس وقد وُصِف بأنه «رجل له تيجان كثيرة ولكن ليس له ممالك». تم تعميد مارجريت في تول في لورين. أمضت سنواتها الأولى في القلعة في تاراسكون على نهر الرون في بروفنس وفي القصر الملكي القديم في كابوا بالقرب من نابولي في مملكة صقلية. اعتنت والدتها بتعليمها وربما رتبت لها دروسًا مع الباحث أنطوان دي لا سالي الذي علم إخوتها.
في 23 أبريل 1445 تزوجت مارغريت من الملك هنري السادس ملك إنجلترا في دير تيتشفيلد في هامبشاير. كان هنري أكبر منها بثماني سنوات. كان ملك وملكة فرنسا عم وخالة العريس والعروس على التوالي: كانت والدة هنري الراحلة كاثرين أخت الملك تشارلز السابع الذي كانت زوجته ماري من أنجو أخت رينيه والد مارغريت. علاوة على ذلك ادعى هنري لنفسه مملكة فرنساكما سيطر على أجزاء من شمال فرنسا. بسبب كل هذا وافق الملك الفرنسي على زواج مارجريت من منافسه بشرط ألا يضطر إلى تقديم المهر العرفي. أبقت الحكومة الإنجليزية خوفًا من رد الفعل السلبي للغاية هذا الحكم سراً عن الجمهور الإنجليزي.
توجت مارغريت ملكة إنجلترا في 30 مايو 1445 في وستمنستر من قبل جون ستافورد رئيس أساقفة كانتربري في سن الخامسة عشرة. وصفت بأنها جميلة وعلاوة على ذلك «امرأة بالفعل: شغوفة وفخورة وقوية الإرادة». أولئك الذين توقعوا العودة المستقبلية للمطالبات الإنجليزية بالأراضي الفرنسية اعتقدوا أنها أدركت بالفعل واجبها في حماية مصالح التاج. يبدو أنها ورثت هذه القوة من والدتها التي كافحت من أجل إثبات مطالبة زوجها بمملكة نابولي ومن جدتها لأبيها يولاند من أراغون التي حكمت أنجو بالفعل «بقبضة رجل». وهكذا من خلال مثال الأسرة وشخصيتها القوية كانت قادرة تمامًا على أن تصبح «بطلة التاج».

### ولادة الابن
كان هنري مهتمًا بالدين والتعلم أكثر من اهتمامه بالمسائل العسكرية ولم يكن ملكًا ناجحًا. لقد حكم منذ أن كان عمره بضعة أشهر فقط، ولذا فالعديد من أفعاله قام بها أناس حكموا مكانه. ولد ابنهما الوحيد إدوارد من وستمنستر أمير ويلز (في 13 أكتوبر 1453). على الرغم من أن مارجريت كانت حزبية بقوة ولديها مزاج متقلب فقد شاركت زوجها حب التعلم بسبب تربيتها المثقفة. كما رعت تأسيس كلية كوينز كامبريدج.
اليزابيث وودفيل (ولدت حوالي 1437) التي أصبحت فيما بعد ملكة إنجلترا كزوجة مستقبلية لمنافس زوج مارجريت الملك إدوارد الرابع خدمت مارجريت أنجو كخادمة شرف. ومع ذلك هناك القليل من الأدلة التي تسمح للمؤرخين بإثبات ذلك بيقين مطلق: إذ حملت العديد من النساء أثناء حكم مارغريت اسم إليزابيث أو إيزابيلا جراي.

## بدايات الحروب الأهلية الأسرية

### العداوة بين مارغريت ودوق يورك
بعد تقاعدها من لندن للعيش في غرينتش كانت مارجريت مشغولة برعاية ابنها الصغير ولم تظهر أي علامات على الرغبة في الانشغال بالسياسة إلى أن اعتقدت أن زوجها يتعرض للتهديد من قبل ريتشارد يورك الطموح دوق يورك الثالث وهو ما أثار ذعرها. كان دوق يورك قويا بينما كان هنري نفسه واثقاً فيه أما مارجريت التي لم تكن تحظى بشعبية فكانت عاقدة العزم على الحفاظ على التاج الإنجليزي من أجل ذريتها. ومع ذلك فإن باحثًا واحدًا على الأقل يحدد مصدر سقوط لانكاستر في نهاية المطاف لا على أنه طموحات يورك بقدر ما هو عداء مارجريت السيئ تجاه يورك وانغماسها المفرط مع الحلفاء الذين لا يحظون بشعبية. ومع ذلك كانت الملكة مارغريت قوية في عالم السياسة.
من ناحية أخرى أكد المؤرخ الراحل بول موراي كيندال أن حلفاء مارجريت إدموند بوفورت وويليام دي لا بول ثم إيرل سوفولك لم يجدوا صعوبة في إقناعها بأن يورك حتى ذلك الحين كان أحد أكثر مستشاري هنري السادس ثقة. لم تقنع مارجريت هنري فقط باستدعاء يورك من منصبه كحاكم في فرنسا وإبعاده بدلاً من ذلك إلى أيرلندا بل حاولت مرارًا وتكرارًا اغتياله أثناء رحلاته من وإلى أيرلندا مرة في عام 1449 ومرة أخرى في عام 1450. ريتشارد يورك الذي عاد بأمان من أيرلندا عام 1450 واجه هنري وأعيد قبوله كمستشار موثوق به. بعد ذلك بوقت قصير وافق هنري على دعوة البرلمان للانعقاد لمواجهة دعوات الإصلاح. عندما اجتمع البرلمان لم يتم فقط عزل كل من إدموند بوفورت وسوفولك بسبب سوء إدارة الشؤون الفرنسية وتخريب العدالة بل تضمنت مطالب الإصلاح المطروحة الاعتراف بدوق يورك كمستشار أول للملك ورئيس مجلس العموم حتى اقترح ريتشارد دوق يورك باعتباره وريثًا للعرش. ومع ذلك في غضون بضعة أشهر استعادت مارغريت السيطرة على هنري وتم حل البرلمان وألقي المتحدث غير الحذر في السجن وتقاعد ريتشارد يورك في ويلز.
في عام 1457 غضبت المملكة مرة أخرى عندما تم اكتشاف أن بيير دي بريزي وهو جنرال فرنسي قوي وتابع لمارغريت قد هبط على الساحل الإنجليزي وأحرق بلدة ساندويتش. كقائد لقوة فرنسية قوامها 4000 رجل من هونفليور كان يهدف إلى الاستفادة من الفوضى في إنجلترا. قتل رئيس البلدية جون دروري في هذه الغارة. أصبح بعد ذلك تقليدًا راسخًا لا يزال قائماً حتى يومنا هذا أن يرتدي عمدة ساندويتش رداءًا أسود حدادًا على هذا الفعل الدنيء.  أصبحت مارجريت بالاشتراك مع دي بريزي هدفًا للإشاعات البذيئة والقصائد المبتذلة. كان السخط العام شديدًا لدرجة أن مارجريت بتردد شديد اضطرت إلى إعطاء ريتشارد نيفيل قريب دوق يورك إيرل وارويك السادس عشر عمولة لحراسة البحر لمدة ثلاث سنوات. وقد شغل بالفعل منصب نقيب كاليه.

### زعيم فصيل لانكاستر
سرعان ما اندلعت الأعمال العدائية بين فصيلي يورك ولانكاستر المتنافسين في صراع مسلح. في مايو 1455 دعت مارغريت إلى مجلس عظيم والذي تم فيه استبعاد اليوركيين. ودعا المجلس إلى تجمع للأقران في ليستر لحماية الملك من أعدائه. كان يورك على ما يبدو مستعدًا للصراع وسرعان ما كان يسير جنوبًا لمقابلة جيش لانكاستر الذي يسير شمالًا. عانى اللانكستريون من هزيمة ساحقة في معركة سانت ألبانز الأولى في 22 مايو 1455. كما قُتل إدموند بوفورت (سومرست) وإيرل نورثمبرلاند واللورد كليفورد وفر ويلتشير من ساحة المعركة وأسر الملك هنري من قبل دوق يورك المنتصر. وفي عام 1459 استؤنفت الأعمال العدائية في معركة بلور هيث حيث هزم جيمس توشيت البارون أودلي الخامس على يد جيش يوركي تحت قيادة ريتشارد نيفيل إيرل ساليزبري الخامس.

## حرب الوردتين

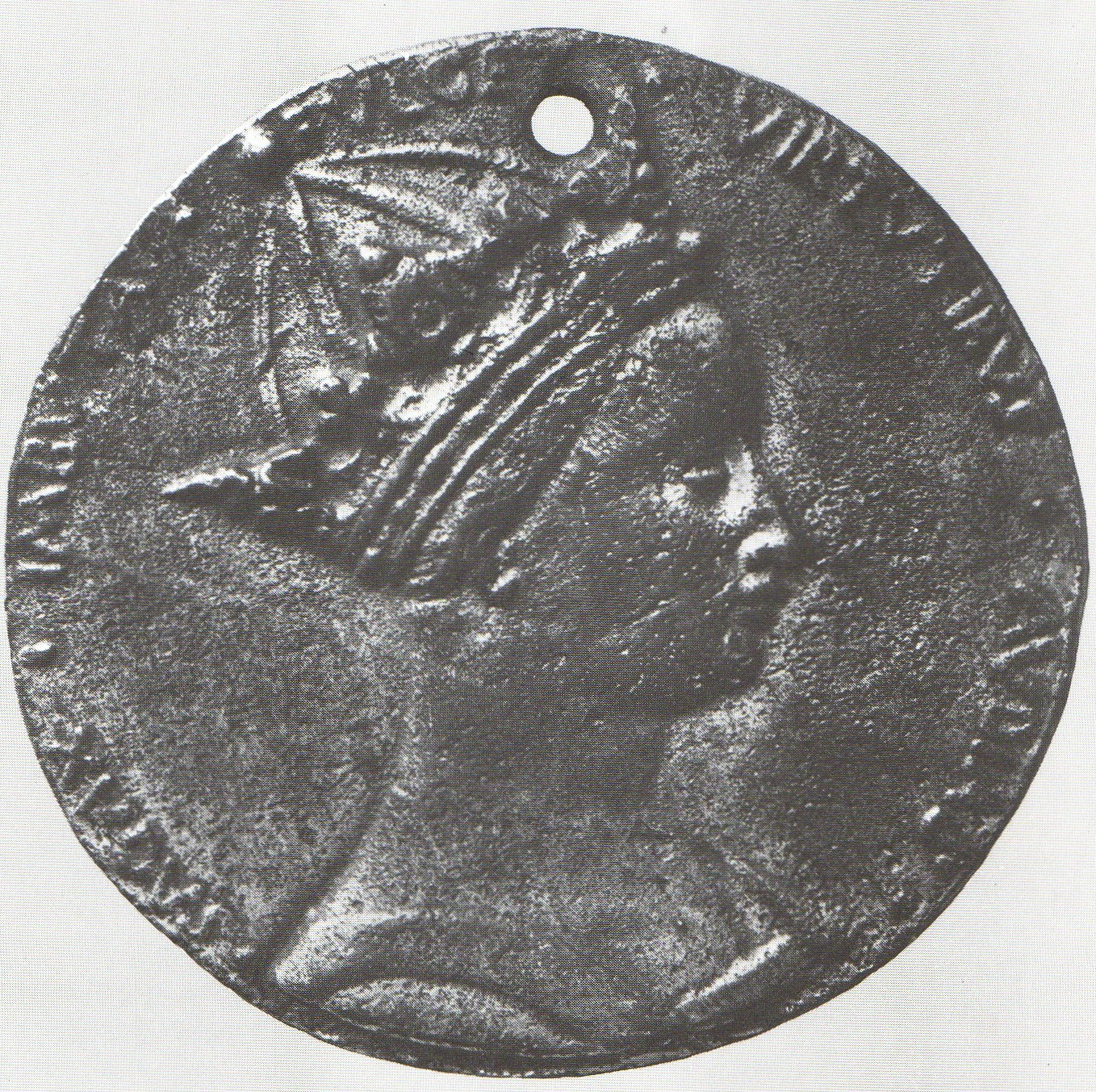
صورة ميدالية لمارغريت أنجو من عمل بيتر كروف، 1463

### الحملات المبكرة
بينما كانت مارجريت تحاول زيادة الدعم لقضية لانكاستر في اسكتلندا، حقق قائدها الرئيسي هنري بوفورت دوق سومرست الثالث انتصارًا كبيرًا لها في معركة ويكفيلد في 30 ديسمبر 1460 بهزيمة  الجيوش المشتركة لدوق يورك وإيرل سالزبوري. ثم تبعتها بانتصار في معركة سانت ألبانز الثانية (التي كانت حاضرة فيها) في 17 فبراير 1461. في هذه المعركة هزمت قوات يوركست التابعة لريتشارد نيفيل إيرل وارويك السادس عشر واستعادت زوجها.

### البقاء في فرنسا
تعرض جيش لانكاستر للهزيمة في معركة توتن في 29 مارس 1461 على يد ابن الراحل دوق يورك إدوارد الرابع ملك إنجلترا. كانت مارغريت مصممة على استعادة ميراث ابنها وهربت معه إلى ويلز ثم اسكتلندا فيما بعد. عندما وجدت طريقها إلى فرنسا صنعت حليفًا لابن عمها لويس الحادي عشر ملك فرنسا وبتحريض منه سمحت بمقاربة من المؤيد السابق لإدوارد، ريتشارد نيفيل إيرل وارويك الذي اختلف مع صديقه السابق نتيجة زواج إدوارد من إليزابيث وودفيل وكان يسعى الآن للانتقام من فقدان نفوذه السياسي. كانت ابنة وارويك آن نيفيل متزوجة من إدوارد نجل مارغريت أمير ويلز من أجل تعزيز التحالف وأصرت مارغريت على عودة وارويك إلى إنجلترا لإثبات نفسه قبل أن تتبعه. وقد فعل ذلك وأعاد هنري السادس لفترة وجيزة إلى العرش في 3 أكتوبر 1470.

### الهزيمة النهائية في توكسبيري
بحلول الوقت الذي كانت فيه مارغريت وابنها وزوجة ابنها (آن) على استعداد لمتابعة وارويك للعودة إلى إنجلترا تحولت الطاولات مرة أخرى لصالح يوركستس وهزم إيرل وقتل على يد الملك العائد إدوارد الرابع في  معركة بارنت في 14 أبريل 1471. أُجبرت مارغريت على قيادة جيشها في معركة توكسبري في 4 مايو 1471 حيث هُزمت قوات لانكستريان وقتل ابنها إدوارد من وستمنستر البالغ من العمر سبعة عشر عامًا. لم يتم توضيح ظروف وفاة إدوارد، من غير المعروف ما إذا كان قد قُتل في القتال الفعلي أو أعدم بعد المعركة على يد دوق كلارنس. إذا كان قد مات في المعركة فسيكون أمير ويلز الوحيد الذي حدث له ذلك على الإطلاق.

## الموت
عاشت مارغريت في فرنسا طوال السنوات السبع التالية، استضافها فرانسيس دي فينيول وتوفيت في قلعته في دامبيير سور لوار بالقرب من سومور (أنجو) في 25 أغسطس 1482 عن عمر يناهز 52 عامًا. تم دفنها بجانب والديها في كاتدرائية أنجيه لكن رفاتها أزيلت ونثرها الثوار الذين نهبوا الكاتدرائية خلال الثورة الفرنسية.

## رسائل مارغريت
لا تزال العديد من الرسائل التي كتبتها مارغريت خلال فترة عملها كملكة موجودة. تمت كتابة إحداها إلى مؤسسة لندن بخصوص الإصابات التي لحقت بالمستأجرين لها في قصر إنفيلد والتي كانت تشكل جزءًا من أراضي مهرها. وكُتبت رسالة أخرى إلى رئيس أساقفة كانتربيري. جمعت رسائل مارغريت في كتاب حرره سيسيل مونرو والذي نُشر لجمعية كامدن في 1836.